# كوثر عظيمي
كوثر عظيمي، روائية وكاتبة قصص قصيرة جزائرية فرنسية، ولدت عام 1986 في الجزائر. اشتهرت برواياتها التي تتحدث فيها عن الجزائر، خاصة خلال العشرية السوداء، مبرزة فيها معاناة الشعب الجزائري وما واجهه من إذلال من قبل السلطة الحاكمة ونضاله من أجل الحرية. ترشحت للعديد من الجوائز الأدبية من الجزائر وفرنسا، تتصدرهم جائزتي «الغونكور» الفرنسية و«رينودو» لتلاميذ الثانويات.

## السيرة الذاتية
ولدت كوثر عظيمي في الجزائر لأحمد عظيمي وهو أكاديمي ورجل سياسي. عاشت في الجزائرلمدة اربع سنوات قبل ان تغادر مع عائلتها لتستقر في غرونوبل بفرنسا لمدة اربع سنوات. خلال هذه الفترة اكتشفت متعة القراءة مع والدها الذي كان يأخذها كل أسبوع إلى مكتبة البلدية.
في 1994 عادت عظيمي الى الجزائر خلال فترة العشرية السوداء. نظرًا لوجود فرص قليلة جدًا للقراءة، بدأت في كتابة قصصها الخاصة.
أثناء دراستها في جامعة الجزائر، شاهدت ملصقًا من المعهد الفرنسي الذي كان ينظم مسابقة للكتاب الشباب في موريه، في غارون العليا. حصلت القصص القصيرة التي قدمتها للجنة التحكيم مرتين على جائزة الكاتب الشاب الناطق بالفرنسية (همسات الملائكة (بالفرنسية: Le chuchotement des Anges)‏ في عام 2006 وقدم العذراء (بالفرنسية: Pied de Virgin)‏ في عام 2008). وبفضل هذه المسابقة، دُعيت إلى موريه، إلى تولوز، ثم إلى باريس، حيث التقت بدار النشر الجزائرية البرزخ.
في عام 2008، حصلت على الجائزة الأولى في مهرجان الجزائر الدولي للأدب وكتب الأطفال عن روايتها على رأس الرب الصالح (بالفرنسية: Sur la tête du Bon Dieu)‏.
تحصلت على شهادة في الأدب الحديث وإدارة الموارد البشرية.
في عام 2009، كتبت روايتها الأولى L'Envers des autres. وفي نفس العام، غادرت الجزائر العاصمة مرة أخرى لتستقر في باريس. نشرت أولى رواياتها في الجزائر مع برزخ تحت عنوان ”راقصات الباليه من بابيتشا“ عام 2010، وثاني رواياتها، ”حجارة في جيبي“، عام 2015، ونتيجة ما حققته الرواية من نجاح واسع، أشاد النقاد من الجزائر وفرنسا بها، ورُشحت للعديد من الجوائز الأدبية.
في عام 2017 حصلت على جائزة الأسلوب التي تمنحها رينودو لطلاب المدارس الثانوية عن روايتها التي تحمل عنوان ثرواتنا [الفرنسية] (بالفرنسية: Nos richesses)‏.
شاركت كوثر عظيمي في تظاهرة «ليلة الأفكار» الذي نظمها المعهد الفرنسي في الجزائر، وتحدثت عن روايتها ”صغار ديسمبر“. وأعربت عظيمي عن معارضتها لهواة أدب الإستعجال، نظراً لأنه قائم على الإسراع إلى الكتابة عن أحداث تجري في الوقت الحالي، مشيرة بأنها تفضل أن تخصص وقت كافي لفهم تلك الأحداث لكي تتمكن من الكتابة عنها.
ابتداءا من سبتمبر 2021، تقيم في فيلا ميديشي في روما، حيث عملت على روايتها الخامسة «في الريح السيئة» (بالفرنسية: Au Vent Mauvais)‏، والتي ترسم فيها، من خلال مصائر ثلاث شخصيات متقاطعة، لوحة جدارية كبيرة للجزائر من الاستعمار. إلى النضال من أجل الاستقلال، حتى صيف عام 1992، عندما سقطت البلاد في حرب أهلية. حصلت هذه الرواية على جائزة مونتلوك للمقاومة والحرية في 7 أبريل 2023. نشرت دار البرزخ الرواية .

## أعمال الكاتبة

### روايات
- «راقصات الباليه من بابيتشا» (بالفرنسية: De Ballerines de Papicha)‏، دار البرزخ للنشر، 2010. وأُعيد إصدار هذه الرواية في فرنسا في مايو 2011 تحت عنوان «الجانب الآخر» (بالفرنسية:  L’envers des autres)‏.[2]
- ”حجارة في جيبي“ (العنوان الأصلي: Des Pierres Dans ma Poche)، دار برزخ للنشر، الجزائر، 2015، دار سوى، باريس، 2016. كتبت عظيمي هذه الرواية لغرض تسليط الضوء على وضع النساء العازبات المأساوي في المجتمع الجزائري وما تواجهه المرأة من إكراهات الزواج.[9]
- «ثرواتنا [الفرنسية]» (بالفرنسية: Nos richesses)‏، دار البرزخ للنشر، الجزائر، دار النشر سوي، باريس، 2017. يتسم الإطار الزمني لهذه الرواية بأنه يقع في فترات تاريخية مختلفة، وتحكي الرواية عن ما يعاني منه أفراد عائلة ما من ضغوطات اجتماعية ناجمة عن مجتمع منغلق. وتنتقل عظيمي إلى سرد حكاية الكاتب والناشر والمكتبي الفرنسي، إيدمون شارلو، الذي فتح مكتبة في أحد شوارع العاصمة الجزائرية وسمى المكتبة على نفس مسمى الرواية، ألا وهو ”خيراتنا الحقيقية“، للإشارة إلى ما توفره المكتبة من ابداع أدبي وخيرات للإنسان تفوق قيمتها كل الخيرات المادية.[6] وعلى الرغم من حداثة خبراتها في مجال الأدب، استطاعت عظيمي بفضل هذه الرواية أن تحظى بالإعتراف بإعتبارها روائية، وبالتالي كسبت الرواية إهتمام أدبي بالغ في فرنسا.[9][11]
- «صغار ديسمبر [الفرنسية]» (بالفرنسية:  Les Petits de Décembre)‏، دار النشر سوي، باريس، 2019.[12] تعكس الرواية معالم الإذلال الذي يخضع له الجزائريون بشكل يومي على يد الحكومة، ما يدفع مجموعة من الأطفال إلى قياد ثورة. تقع أحداث الرواية في الحيّ الذي أقامت فيه مظاهرات 11 ديسمبر عام 1960، تحديداً في حيّ دالي إبراهيم الجزائرية، حيث يظهر جنرالان إلى ملعب للأطفال وفي يد كل منهما تصميم هندسي بهدف الاستيلاء على قطعة الأرض لتشييد فيلا فخمة له. وتؤدي أحداث الرواية إلى مواجهة الأطفال للجنرالان ما ينتج عنه عراك بينهما يكسبه الأطفال.[3][9] نالت الرواية جائزتين، ألا وهم جائزة «الأدب العربي» في فرنسا وجائزة «رينودو» لتلاميذ الثانويات، وتم توزيع الرواية في معرض الدولي للكتاب في الجزائر.[5][12]
- «في الريح السيئة» (بالفرنسية: Au Vent Mauvais)‏، دار النشر سوي، باريس، 2022، 272 صفحة، (ردمك 978-2-0215-0356-2).

### قصص قصيرة
- «همس الملائكة» (بالفرنسية:  Chuchotement des Anges)‏، 2007.[13]
- «البيضة السادسة» (بالفرنسية:  Le Sixième Œuf)‏، 2011.[13]

## الجوائز
- جائزة «الغونكور» الفرنسية عن روايتها «ثراؤنا» (بالفرنسية: Nos richesses)‏.[6]
- جائزة «Prix littéraire de la vocation» عام 2011 عن رواية «راقصات الباليه من بابيتشا» (بالفرنسية: De Ballerines de Papicha)‏، والتي يعتبر أول إصدار لها.[9]
- جائزة «الأدب العربي» في فرنسا عن رواية «ثراؤنا» (بالفرنسية: Nos richesses)‏، ورواية «حجارة في جيبي» (بالفرنسية: Des Pierres Dans ma Poche)‏ التي منحتها مؤسسة جان لوك لا غاردير الفرنسية الثقافية ومعهد العالم العربي في باريس.[12][13]
- جائزة «رينودو» لتلاميذ الثانويات عام 2019 عن رواية «ثراؤنا» (بالفرنسية: Nos richesses)‏ التي منحتها جمعية «أصدقاء تيوفراست رينودو من لودون» في فيينا، ورواية ”صغار ديسمبر“ (بالفرنسية: Les Petits de Décembre)‏ التي منحتها معهد العالم العربي في باريس.[5][11][12]
- جائزة «ميديسيس» عن رواية «ثراؤنا» (بالفرنسية: Nos richesses)‏.[14]
- جائزة «الرواية العربية» عن رواية «صغار ديسمبر» (بالفرنسية: Les Petits de Décembre)‏ تحت اشراف معهد العالم العربي في باريس.[11]